# Trumscheit

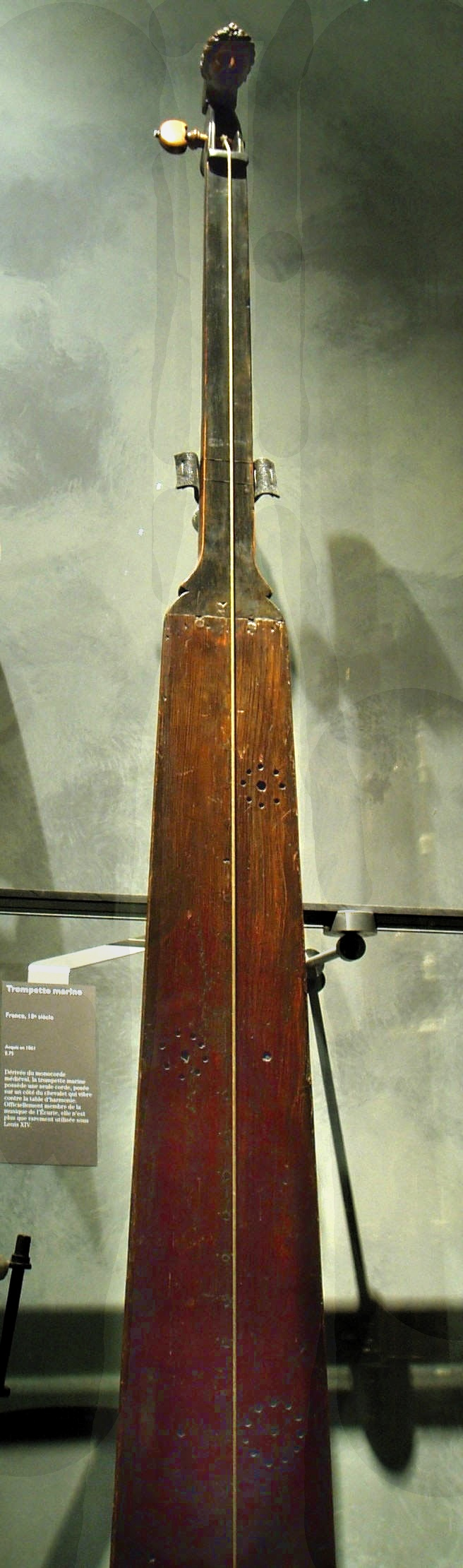
Trumscheit

Das Trumscheit (auch Marientrompete, Nonnengeige, Nonnentrompete, Trompetengeige) ist ursprünglich ein mittelalterliches Streichinstrument. Es handelt sich im Gegensatz zu Stabzithern und Brettzithern um ein zusammengesetztes Chordophon (Lauteninstrument).
Frühe Abbildungen aus Frankreich stammen aus dem 12. bis 14. Jahrhundert und zeigen ein mit den Fingern gezupftes Instrument. Nach der Weiterentwicklung zur Tromba marina im 17. Jahrhundert war diese bis in die erste Hälfte des 19. Jahrhunderts verbreitet und es entstanden eine Reihe von Kompositionen für das Instrument, das mit dem Trumscheit nur mehr die Grundkonstruktion gemeinsam hatte, sich aber durch eine Anzahl von Resonanzsaiten von der Urform des Instruments unterschied. Als Virtuose auf diesem, nach ihm de facto aus dem Gebrauch gekommenen Instrument galt der Franzose Jean-Baptiste Prin, der 1742 das Lehrbuch Traité sur la trompette marine verfasste.

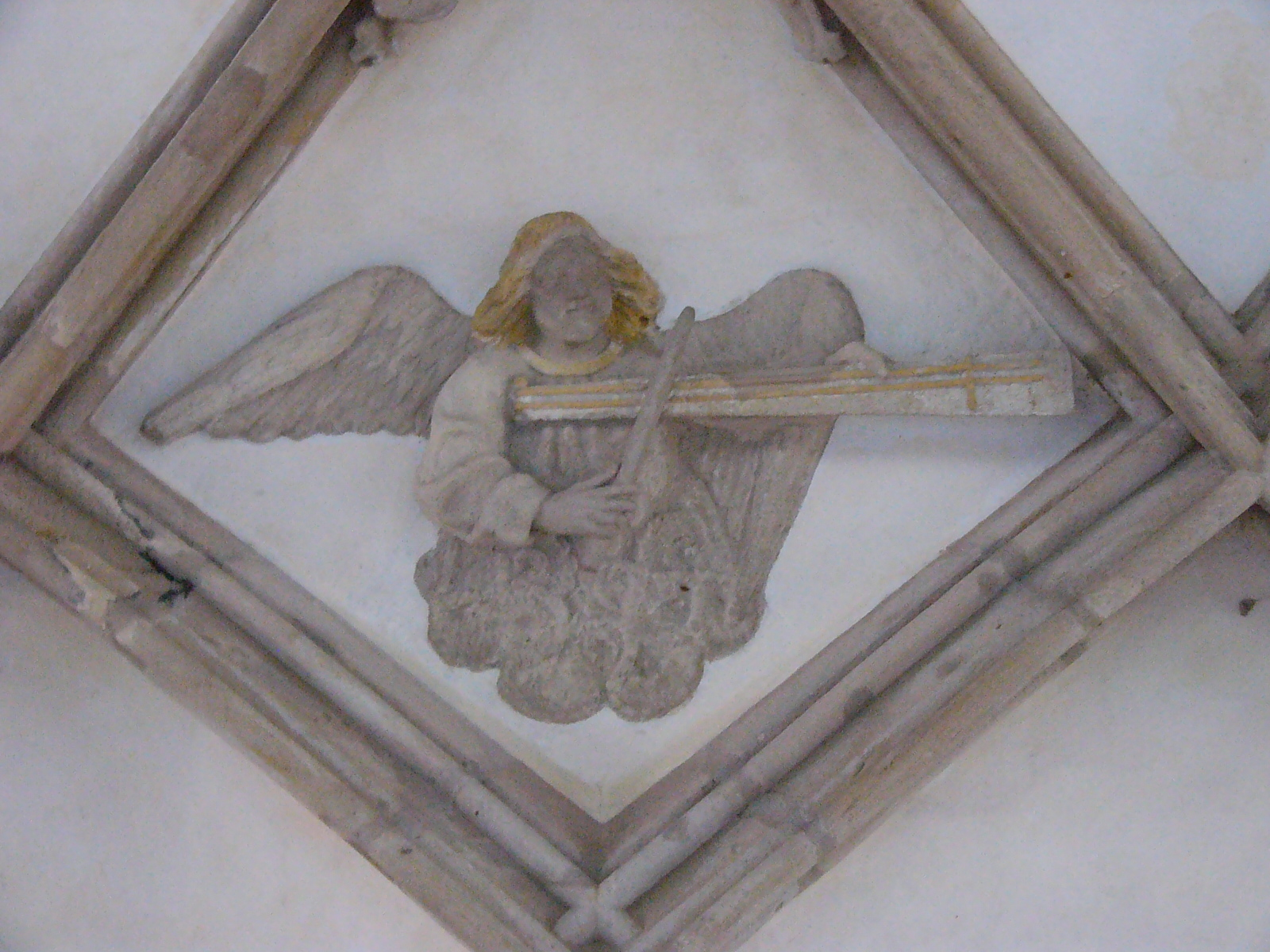
Engelsdarstellung mit Trumscheit im Kloster Himmelkron

Bei der Bezeichnung tromba marina könnte es sich um einen Kopierfehler handeln: In der Schiffsgeschichte soll das Instrument als Signalgeber genutzt oder von Seeleuten gespielt worden sein; Belege lassen sich hierfür nicht finden. Gemeint war wohl eher tromba mariana, die Marientrompete.
Im Gegensatz zu anderen üblichen Streichinstrumenten ist das ca. 2 Meter lange Trumscheit mit nur einer Darmsaite bezogen. Die Töne werden wie bei einem Monochord durch harmonische Teilung der Saite erzeugt (vgl. Teiltöne und Flageolett); das Tonmaterial entspricht daher der Naturtonreihe.
Der schuhförmige Steg erzeugt beim Spielen einen schnarrenden Ton (Schnarrsteg), indem er gegen den Resonanzkörper schlägt, wodurch die Klangfarbe an eine Trompete erinnern lässt, weshalb das Trumscheit als Trompetenersatz verwendet werden konnte. (Die Trompete war vielfach mit Privilegien bedacht, die ihren Gebrauch für bestimmte Berufsgruppen eingrenzten.) Der Vorteil gegenüber einer Trompete besteht auch in der einfacheren und weniger anstrengenden Spielweise.
Die Bezeichnungen Nonnengeige und Nonnentrompete erklären sich daraus, dass das Trumscheit häufig von Nonnen in deutschsprachigen Ländern genutzt worden ist, da es ihnen eine Zeit lang verboten war, echte Blasinstrumente zu spielen – nahezu die Hälfte der 200 erhaltenen historischen Instrumente fanden sich in ihren Klöstern.

## Ähnliche Instrumente
- Monochord
- Cigar-Box-Gitarre
- Đàn bầu
- Slidegitarre
- Diddley Bow
- Scheitholt